# محوطه تنگ قلا ۳
محوطه تنگ قلا ۳ در شهرستان خرم‌آباد، بخش پاپی، دهستان کشور، ۳/۵ کیلومتری غرب دره نسو، منطقه تنگ قلا واقع شده و این اثر در تاریخ ۱۸ اسفند ۱۳۸۷ با شمارهٔ ثبت ۲۵۲۷۳ به‌عنوان یکی از آثار ملی ایران به ثبت رسیده است.